# Provinciale weg 588
De provinciale weg 588 (N588) is een voormalige provinciale weg in de Nederlandse provincie Limburg. Het was de aanduiding voor de weg tussen Maastricht en Smeermaas, de Brusselseweg. Deze weg wordt tegenwoordig beheerd en onderhouden door de gemeente Maastricht. 
De Brusselseweg maakte oorspronkelijk deel uit van de Napoleonsweg van Maastricht via Maaseik naar Venlo, die tijdens het bewind van Napoleon Bonaparte (1810 - 1813) werd aangelegd. Deze begon bij de Brusselsepoort, een voormalige stadspoort aan het einde van de Brusselsestraat en liep van daaruit in noordelijke richting. Tot het Rijkswegenplan van 1968 is het als Rijksweg 82 een rijksweg gebleven, waarna de weg deels overging naar de gemeente Maastricht en deels naar de provincie Limburg. Het gedeelte dat de provincie beheerde was 2,1 kilometer lang en liep vanaf het verlaten van Maastricht bij de huidige rotonde met de Carl Smulderssingel in de wijk Caberg tot aan de Belgische grens, waar deze aansloot op de gewestweg N766. Het wegnummer N588 is ingevoerd in 1993, maar was enkel administratief in gebruik en werd niet aangegeven op de bewegwijzering. Vrij kort hierna werd ook dit gedeelte van de weg overgedragen aan de gemeente. 
N62 · N69 · N251 · N252 · N253 · N254 · N255 · N256/A256 · N257 · N258 · N260 · N261 · N262 · N263 · N264 · N266 · N267 · N268 · N269 · N270/A270 · N271 · N272 · N273 · N274 · N275 · N276 · N277 · N278 · N279 · N280 · N281 · N282 · N283 · N284 · N285 · N286 · N287 · N288 · N289 · N290 · N291 · N292 · N293 · N294 · N295 · N296 · N296n · N297 · N298 · N300 · N321 · N322 · N324 · N329 · N389 · N394 · N395 · N396 · N397

N556 · N562 · N564 · N570 · N572 · N590 · N595 · N598 · N601 · N602 · N605 · N607 · N612 · N613 · N615 · N616 · N617 · N618 · N620 · N622 · N625 · N629 · N631 · N632 · N637 · N638 · N639 · N640 · N641 · N651 · N652 · N653 · N654 · N655 · N656 · N658 · N659 · N660 · N661 · N662 · N663 · N664 · N665 · N666 · N667 · N668 · N669 · N670 · N671 · N673 · N674 · N675 · N676 · N682 · N683 · N686 · N689 · N690 · N831 · N843

Voormalige provinciale wegen: N299 · N551 · N552 · N553 · N554 · N555 · N560 · N561 · N563 · N565 · N566 · N567 · N568 · N571 · N574 · N580 · N581 · N582 · N583 · N584 · N585 · N586 · N587 · N588 · N589 · N591 · N592 · N593 · N594 · N596 · N597 · N603 · N604 · N606 · N608 · N610 · N611 · N614 · N619 · N621 · N623 · N624 · N626 · N628 · N630 · N634 · N642 · N657